# Натроотеніт
Натроотеніт (рос. натроотенит; англ. natroautunite; нім. Natroautunit m) — мінерал, водний уранофосфат натрію шаруватої будови.

## Загальний опис
Хімічна формула: Na2(UO2)2[PO4]2•8H2O. Містить (%): Na2O — 6,88; UO2 — 62,53; P2O5 — 14,69; H2O — 14,84. Домішки: CaO (0,14). Сингонія тетрагональна, дитетрагонально-дипірамідальний вид. Спайність ясна. Утворює тонкі видовжені або квадратні пластинки, лусочки. Густина 3,58. Твердість 2,0-3,0. Колір лимонно-жовтий та салатно-жовтий. Знайдений у вигляді лускуватих скупчень у ґранодіоритових масивах Уралу (РФ), Спокейн (США). Від натро… й назви мінералу отеніту (J.G.Fairchild, 1929). Синонім — натрометаотеніт, натрометаотуніт, Na-отуніт.